# Disco4 :: Part I
DISCO4 :: PART I — пятый студийный альбом американской группы HEALTH, выпущенный лейблом Loma Vista Recordings 16 октября 2020 года. В отличие от предыдущих релизов из серии DISCO, DISCO4 :: PART I представляет собой компиляцию оригинальных композиций, записанных с разными исполнителями, а не сборник ремиксов в привычном формате. Исключениями являются только треки «D.F. LOOKS» (это переработанная песня «L.A. LOOKS» с альбома DEATH MAGIC) и «CYBERPUNK 2.0.2.0.» (композиция записана без приглашённых музыкантов). В записи приняли участие Ghostemane, Perturbator, Full of Hell, 100 gecs и другие исполнители.

## Список песен
1. «CYBERPUNK 2.0.2.0.» — 5:12
2. «BODY/PRISON» (при участии Perturbator) — 2:44
3. «POWER FANTASY» (при участии 100 gecs) — 3:02
4. «JUDGEMENT NIGHT» (при участии Ghostemane) — 2:00
5. «INNOCENCE» (при участии Youth Code) — 2:33
6. «FULL OF HEALTH» (при участии Full of Hell) — 2:16
7. «COLORS» (при участии The Soft Moon) — 4:05
8. «HATE YOU» (при участии JPEGMAFIA) — 1:48
9. «D.F. LOOKS» (при участии Brothel) — 3:09
10. «MASS GRAVE» (при участии Soccer Mommy) — 3:07
11. «DELICIOUS APE» (при участии Xiu Xiu) — 5:44
12. «HARD TO BE A GOD» (при участии NOLIFE) — 2:56